# Ubani
Ubani es una localidad española y un concejo de la Comunidad Foral de Navarra perteneciente al municipio de Zabalza. Está situado en la Merindad de Pamplona, en la Cuenca de Pamplona, en el  valle de Echauri y a 13,8 km de la capital de la comunidad, Pamplona. Su población en 2014 fue de 138 habitantes (INE). 

## Historia
Es uno de los lugares que tradicionalmente ha formado parte del valle de Echauri. Fue lugar de señorío realengo. 
Como principal edificio cuenta con una iglesia tardo-románica, la de San Martín de Tours, de finales del siglo XII.

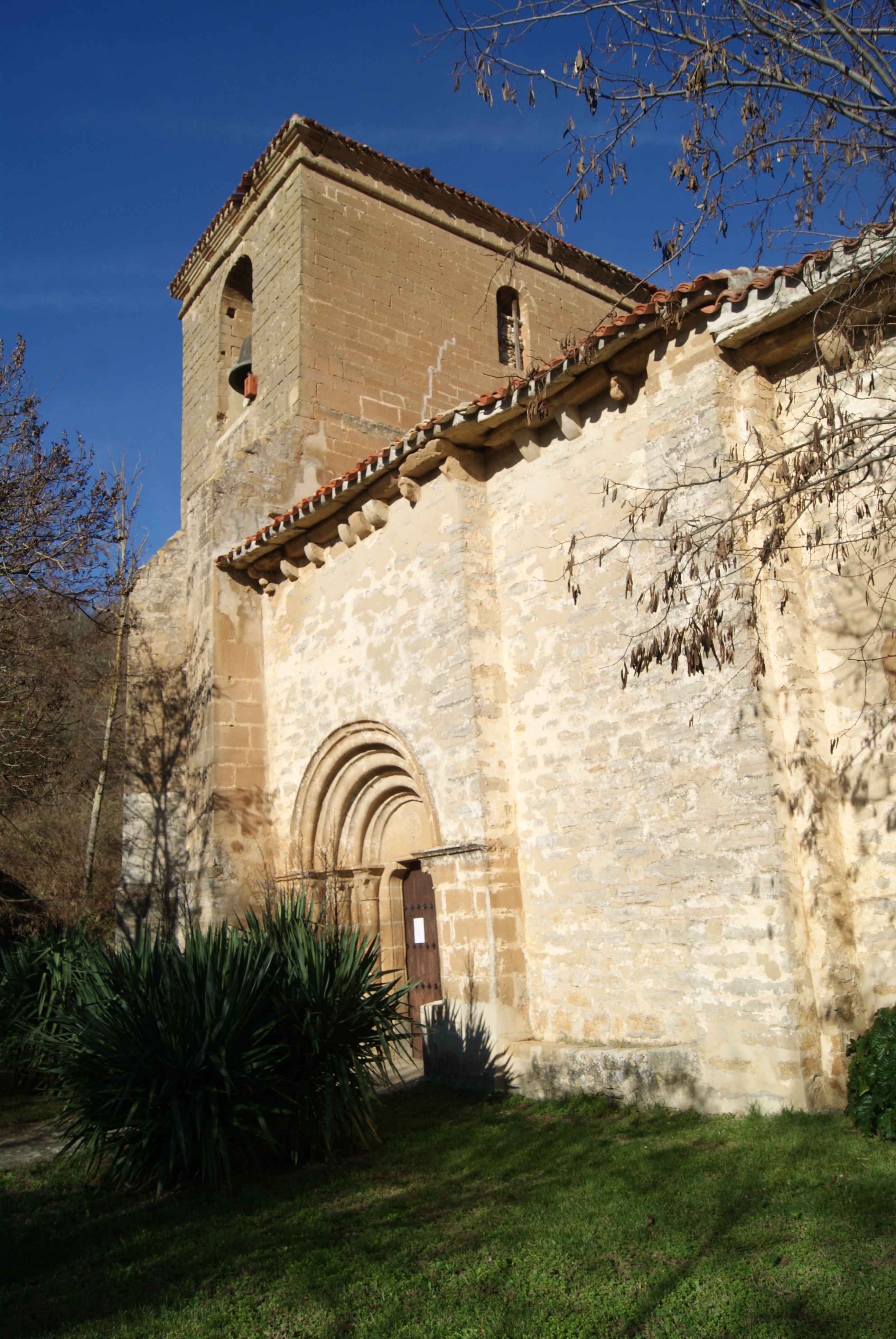
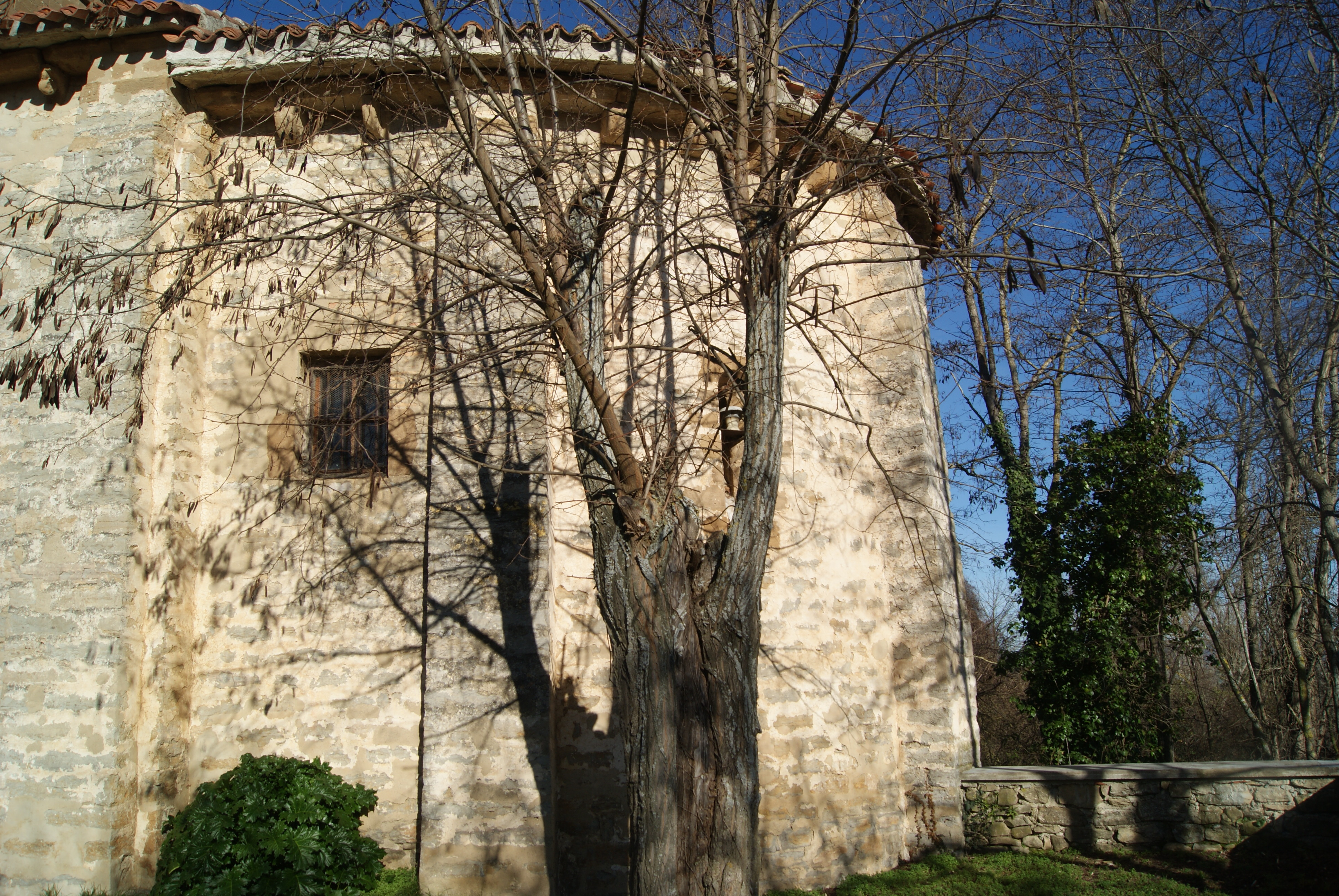
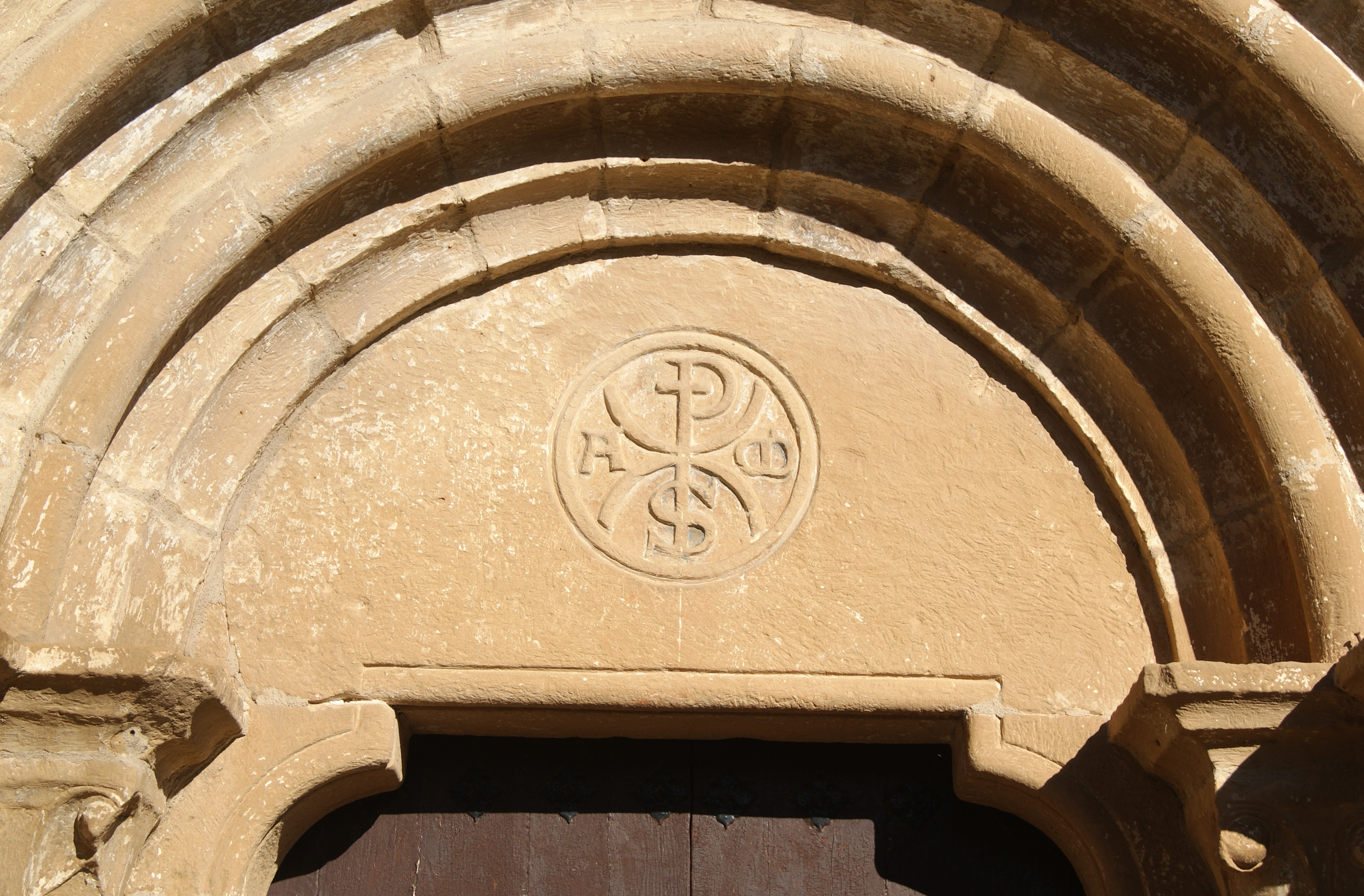
Iglesia de San Martín de Tours (Ubani - Navarra)

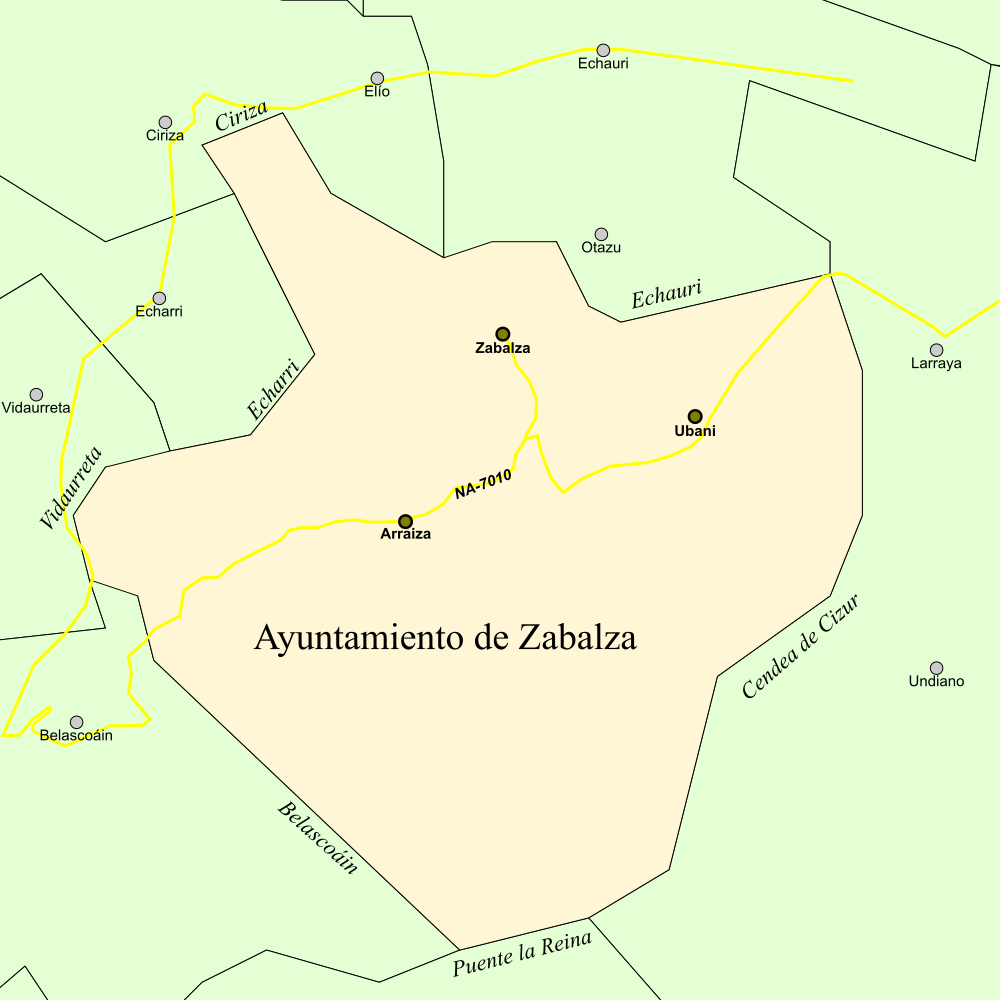
Ubicación de Ubani dentro del municipio

## Geografía

### Demografía
Históricamente ha tenido poca población, aunque en los últimos años ha aumentado ligeramente. En 1800, 74 personas habitaban en 15 casas; 1960: 69 h.; 1970: 61; 1981: 40; 1986: 34; 1990: 50; 1995: 44. En 2010 tenía 111 habitantes.

### Ubicación
Su término concejil tiene una superficie de 3.406 km² y limita al norte con el concejo de Otazu, al este con el de Larraya, al sur con el de Undiano y al oeste con Arraiza e Ipasate.
- Datos: Q12268479
- Multimedia: Ubani / Q12268479